# Лазар Вукадиновић
Лазар Вукадиновић (Ниш, 25. септембар 1993, Ниш) је српски историчар и политичар. Бави се истраживањем односа Сједињених Америчких Држава и Србије и Југославије у XIX и XX веку, историјом дипломатије, историјом српских исељеника у Сједињеним Америчким Државама у XIX и XX веку и Холокаустом на простору Краљевине Југославије.

## Биографија
Рођен је у Нишу 25. септембра 1993. године. Основну и средњу школу завршио је у Сврљигу. Дипломирао је 2020. године на Департману за историју Филозофског факултета у Нишу.
Завршни рад „Ако пропадне Србија, нек пропаднем и ја“ – Делатност српских исељеника у Сједињеним Америчким Државама за време Великог рата (1914–1918) израдио је под менторством проф. др Божице Младеновић/проф. др Мирослава Пешића. Рад је одбрањен 8. октобра 2020. године са оценом 10 пред комисијом у саставу проф. др Мирослав Пешић (ментор) и проф. др Милош Ђорђевић (члан).
Коаутор (са Тањом Трипковић) је чланка Две антијеврејске уредбе Краљевине Југославије из 1940. године и рад Удружења југословенских Јевреја у САД на њиховом укидању (1942–1943) објављеног у зборнику радова Перспективе изучавања Холокауста и геноцида 2024. године у издању Института за филозофију и друштвену теорију Универзитета у Београду.
Био је члан Социјалистичке партије Србије од 2014. до 2022. године. Потпредседник Општинског одбора Социјалистичке партије Србије у Сврљигу био је од 2014. до 2022. године. На Десетом конгресу Социјалистичке партије Србије одржаном у дворани "Сава центра" у Београду 22. децембра 2018. године изабран је за члана Главног одбора Партије. Функцију члана Главног одбора Социјалистичке партије Србије обављао је од 2018. до подношења оставке 2022. године.
Био је одборник Социјалистичке партије Србије у Скупштини општине Сврљиг у сазиву од 2016. до 2020. године. У овом сазиву био је најмлађи одборник. За време одборничког мандата 2017. године Лазар Вукадиновић је изразио противљење одлуци Скупштине општине Сврљиг да додели Повељу почасног грађанина изабраном председнику Републике Србије Александру Вучићу. Том приликом изјавио је да му „нису познати критеријуми на основу којих је Александар Вучић предложен за ту почаст, нити какву је трајну баштину оставио Сврљигу“, додајући да „два пута боравити у Сврљигу и дати неколико обећања није довољно за овакво признање“.
Због неслагања са политиком Ивице Дачића и незадовољства сарадњом Социјалистичке партије Србије са Српском напредном странком поднео је оставку на све партијске функције и напустио је Социјалистичку партију Србије 29. новембра 2022. године. У тексту оставке на функцију члана Главног одбора изнео је оштре критике на рачун Ивице Дачића и политичког усмерења Социјалистичке партије Србије под његовим руководством.
Био је члан странке Србија центар од 2022. до 2025. године. Члан је Демократске странке од 2025. године.
Живи у Београду. Говори енглески језик.